# Ciclone Grillo, genesi e ascesa di un movimento
Ciclone Grillo, genesi e ascesa di un movimento è un libro scritto da Francesco Alberti, Emanuele Buzzi, Aldo Grasso, Marco Imarisio, Sergio Rizzo, Gian Antonio Stella e Monica Zicchiero e pubblicato dal Corriere della Sera, nella collana Grandi saggi. 

## Contenuti
Nell'opera i giornalisti analizzano il fenomeno di Beppe Grillo e del Movimento 5 Stelle mettendone in luce gli obiettivi, i programmi e la storia.
La prima parte del saggio si compone delle analisi che i vari autori fanno su temi quali il passato di Grillo, l'ascesa del movimento nelle varie regioni italiane, le controversie riguardo alla democrazia interna e la scelta di evitare la TV come luogo di dibattito.
La seconda parte è, invece, più tecnica e si compone di una sorta di abbecedario di Beppe Grillo, curato da Gian Antonio Stella, nel quale vengono riportati le opinioni espresse negli ultimi anni dal fondatore del movimento su vari temi, spaziando dalla politica all'economia e alla religione.
Nell'appendice si trovano un'intervista del 1995 a Beppe Grillo, curata da Gian Antonio Stella, un colloquio tra Adriano Celentano e Beppe Grillo, una lettera per gli italiani scritta dallo stesso ex comico e pubblicata sul suo blog, il programma del Movimento 5 Stelle e le regole che i suoi parlamentari sono tenuti a seguire, e una sua breve cronistoria.

## Edizioni
- Francesco Alberti, Emanuele Buzzi; Aldo Grasso; Marco Imarisio; Sergio Rizzo; Gian Antonio Stella; Monica Zicchiero, Ciclone Grillo, genesi e ascesa di un movimento, 2013 (archiviato dall'url originale il 10 giugno 2015).